# Корнлі (Небраска)
Корнлі (англ. Cornlea) — селище (англ. village) в США, в окрузі Платт штату Небраска. Населення — 33 особи (2020).

## Географія
Корнлі розташоване за координатами 41°40′48″ пн. ш. 97°34′1″ зх. д. / 41.68000° пн. ш. 97.56694° зх. д. (41.680049, -97.566904).  За даними Бюро перепису населення США в 2010 році селище мало площу 0,24 км², уся площа — суходіл.

## Демографія
Згідно з переписом 2010 року, у селищі мешкало 36 осіб у 12 домогосподарствах у складі 10 родин. Густота населення становила 150 осіб/км².  Було 13 помешкання (54/км²).
Расовий склад населення:
| - 91,7 % — білих - 8,3 % — чорних або афроамериканців |

До двох чи більше рас належало 0,0 %. Частка іспаномовних становила 0,0 % від усіх жителів.
За віковим діапазоном населення розподілялося таким чином: 27,8 % — особи молодші 18 років, 63,9 % — особи у віці 18—64 років, 8,3 % — особи у віці 65 років та старші. Медіана віку мешканця становила 38,5 року. На 100 осіб жіночої статі у селищі припадало 111,8 чоловіків;  на 100 жінок у віці від 18 років та старших — 73,3 чоловіків також старших 18 років.
Середній дохід на одне домашнє господарство  становив 82 388 доларів США (медіана — 91 250), а середній дохід на одну сім'ю — 69 575 доларів (медіана — 75 500). 
Цивільне працевлаштоване населення становило 36 осіб. Основні галузі зайнятості: будівництво — 30,6 %, освіта, охорона здоров'я та соціальна допомога — 25,0 %, виробництво — 22,2 %.